# Казали Тозолини (Удине)
Казали Тозолини је насеље у Италији у округу Удине, региону Фурланија-Јулијска крајина.
Према процени из 2011. у насељу је живело 66 становника. Насеље се налази на надморској висини од 73 м.